# Helgo Zettervall
Helgo Nikolaus Zettervall, antiguamente 
Zetterwall, (21 de noviembre de 1831 Lidköping - 17 de marzo de 1907 Estocolmo) fue un arquitecto sueco y profesor de la Real Academia Sueca de las Artes. Se le conoce por sus restauraciones drásticas de iglesias y otros edificios por toda Suecia. Fue padre de Folke Zettervall y jefe del Överintendentsämbetet entre 1882-1897.
Tras sus estudios en la Academia de Artes, en 1860 empezó a trabajar en la Catedral de Lund, la cual le ocupó 20 años. Pronto se encargó de otras restauraciones, como la  Catedral de Linköping (1877-86), la Catedral de Skara (1886-94) y la Catedral de Uppsala (1885-93), así como el Castillo de Kalmar (1886-90).

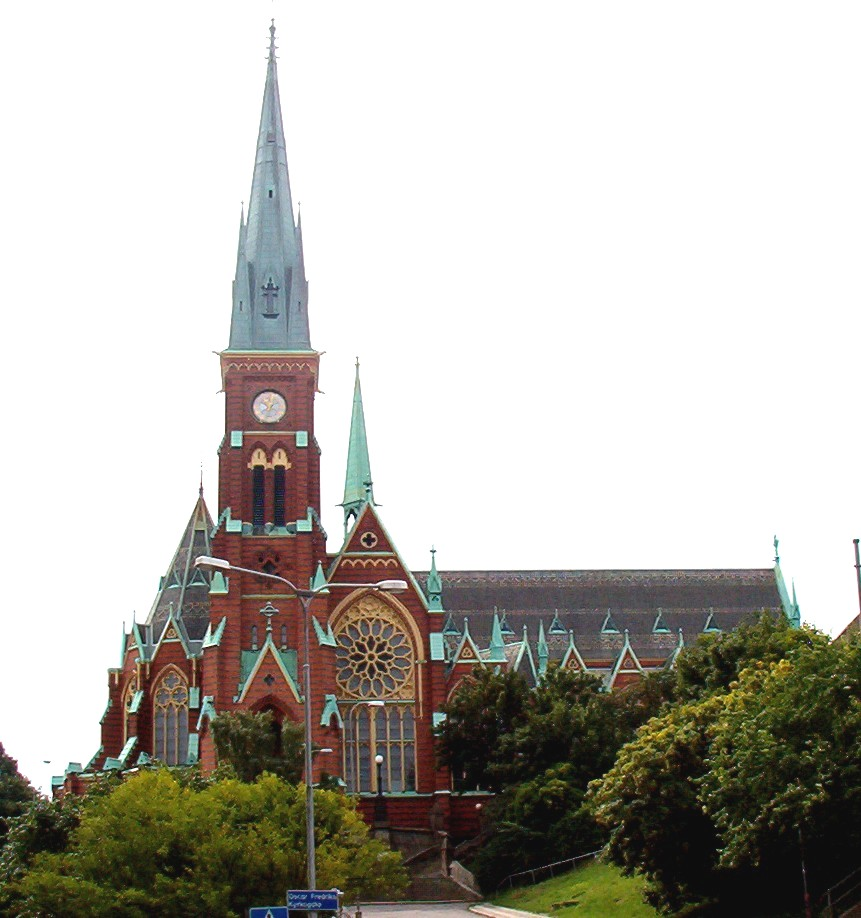
La Iglesia Oscar Fredrik en Gotemburgo.

Zettervall fue entre 1860-1890 el principal exponente del Neo-Gótico en varias iglesias. Varios ejemplos existen en toda Suecia, como en las ciudades de Lund, Gotemburgo y Estocolmo.
Su influencia ha sido  criticada. Sus restauraciones no eran para restaurar su diseño original, sino para restaurarlas acorde con el estilo de Zetterval.